# ابرعایق
ابرعایق (به انگلیسی: superinsulator) ماده ای است که در دماهای پایین اما متناهی، جریان الکتریسیته را هدایت نمی‌کند، یعنی دارای مقاومت بی‌نهایت است به‌طوری که جریان الکتریکی از آن عبور نمی‌کند.
حالت ابرعایقی دقیقاً حالت دوگان به حالت ابررسانایی است و می‌تواند با افزایش دما و اعمال میدان مغناطیسی و ولتاژ خارجی از بین برود. یک ابرعایق برای اولین بار توسط ام سی دیامانتینی، پی سودانو و سی‌ای تروگِنبرگر درسال ۱۹۹۶ پیش‌بینی شد که یک حالت پایه ابرعایق دوگان به ابررسانندگی پیدا کردند، که در سمت عایق انتقال ابررسانا-عایق در آرایه پیوند جوزفسون درنتیجه دوگانگی مغناطیسی-الکتریکی ظاهرشد. ابرعایق‌ها به‌طور مستقل توسط تی باتورینا و وی وینوکور درسال 2008 بر اساس دوگانگی بین دو فهم تقارنی مختلف از اصل عدم قطعیت و به‌طور تجربی در فیلم‌های نیترید تیتانیوم (TiN) کشف شدند. اندازه‌گیری‌های سال ۲۰۰۸ نشان داد که جهش‌های مقاومتی غول‌پیکر به‌عنوان نمایان‌گری از انتقال آستانه ولتاژ به حالت ابرعایق تفسیر می‌شوند که به‌عنوان فاز محصور در دمای-پایین در زیر انتقال بار برزینسکی-کوسترلیتز-تولس شناسایی شد. این جهش‌ها مشابه یافته‌های قبلی از جهش‌های مقاومتی در فیلم‌های اکسید ایندیوم (InO) بود. انتقال فاز با دمای-کرانمند به حالت ابرعایق سرانجام درسال ۲۰۱۸ در فیلم‌های NbTiN توسط میرونوف و همکاران تاییدشد.
محققان دیگر پدیده مشابهی را در فیلم‌های ناهموار اکسید ایندیوم مشاهده کرده‌اند.

## کاربردهای آینده
ابرعایق‌ها به‌طور بالقوه می‌توانند به عنوان بستری برای حسگرها و واحدهای منطقی با کارایی-بالا استفاده شوند. در ترکیب با ابررساناها، ابرعایق‌ها می‌توانند برای ایجاد مدارهای الکتریکی کلیدزنی بدون اتلاف انرژی بهصورت گرما استفاده شوند.